# Polyommatus astrarche
Orange-bordered Argus( Polyommatus astrarche) là một loài bướm ngày thuộc họ Lycaenidae, được tìm thấy ở một vài nơi thuộc vùng Palearctic.

## Phân bố
Vùng Palearctic (trừ khu vực Cực), Himalayas: Chitral, Kashmir, Western Himalayas, Baluchistan (Pakistan).